# Joffre Pachito
Joffre Pachito (Esmeraldas, Esmeraldas, Ecuador, 31 de diciembre de 1981) es un futbolista ecuatoriano. Juega de mediocampista  y su equipo actual es Esmeraldas Petrolero de Ecuador.

## Clubes
| Club                 | País     | Año       |
| -------------------- | -------- | --------- |
| Emelec               | Ecuador  | 1999-2001 |
| Panamá SC            | Ecuador  | 2002      |
| Peñarol Chone        | Ecuador  | 2003      |
| Deportivo Cuenca     | Ecuador  | 2004-2005 |
| Olmedo               | Ecuador  | 2006-2007 |
| Aucas                | Ecuador  | 2008      |
| Sportivo Luqueño     | Paraguay | 2009      |
| Liga de Loja         | Ecuador  | 2009      |
| Mushuc Runa          | Ecuador  | 2010      |
| Municipal de Cañar   | Ecuador  | 2011      |
| River Ecuador        | Ecuador  | 2012      |
| Águilas              | Ecuador  | 2012      |
| Delfín SC            | Ecuador  | 2013-2014 |
| Esmeraldas Petrolero | Ecuador  | 2015      |

## Palmarés

### Campeonatos nacionales
| Título             | Club             | País    | Año  |
| ------------------ | ---------------- | ------- | ---- |
| Serie A de Ecuador | Emelec           | Ecuador | 2001 |
| Serie A de Ecuador | Deportivo Cuenca | Ecuador | 2004 |
| Segunda Categoría  | Delfín SC        | Ecuador | 2013 |